# Libra de la Federación Rodesia y Nyasalandia
La libra fue la unidad monetaria de la Federación de Rodesia y Nyasalandia desde 1956 hasta 1964. Se subdividía en 20 chelines, cada chelín constaba a su vez de 12 peniques.

## Historia
La Federación fue fundada en 1953, y la nueva moneda fue creada en 1955 para sustituir a la libra de Rodesia del Sur, que había estado circulando en todas las partes de la federación (Rodesia del Sur, Rodesia del Norte, y Nyasalandia). La libra de Rodesia y Nyasalandia sustituyó a la libra de Rodesia del Sur a la par y se vinculó a la par de la libra esterlina.
La Federación se disolvió a finales de 1963 y los tres territorios volvieron a estar separados siendo colonias británicas. En la segunda mitad de 1964, Nyasalandia se independizó como Malaui, Rodesia del Norte se convirtió en independiente como Zambia y Rodesia del Sur se convirtió en la República de Rodesia.

## Monedas
La Federación también emitió sus propias monedas. En 1955, un conjunto completo de nuevas monedas se emitieron con el anverso diseñado por Mar Gillick de la reina Isabel II del Reino Unido y varios animales africanos en el reverso. Las denominaciones siguieron a los de la libra esterlina, es decir, ½, 1, 3, 6 peniques, 1, 2 y 2½ chelines. Las monedas de ½ y 1 peniques se acuñaron en bronce, las restantes en cupro-níquel.

## Billetes
En el año 1956 el Banco de la Federación de Rodesia y Nyasalandia imprimió papel moneda en denominaciones de diez chelines, una, cinco y diez libras.